# 衛殤公
衞殤公（？—前546年），即姬秋，為春秋諸侯國衞國君主之一，衞獻公堂弟。孫林父趕走了衞獻公。獻公逃亡到齊國，齊國把他安置在聚邑。孫林父、宁惠子共立公弟秋爲衞國國君，是為衞殤公。
殤公十二年（前547年），寧喜與孫林父因爭寵而至相攻訐，殤公讓寧喜攻打孫林父，林父逃奔到晉國。寧喜又請求晉國護送衞獻公回國。當時，獻公在齊國。齊景公聽到消息，和衞獻公一起到晉國請求幫助返回衞國。晉國便去討伐衞國，誘使衞與晉結盟。衞殤公前去會見晋平公，平公逮捕了殤公與寧喜，緊接著送衞獻公回國。獻公在外逃亡十二年后返回故國。獻公後元元年（前546年），誅殺殤公及寧喜。